# Sipangkur
Sipangkur is een bestuurslaag in het regentschap Dharmasraya van de provincie West-Sumatra, Indonesië. Sipangkur telt 2441 inwoners (volkstelling 2010).